# 2777 Shukshin
2777 Shukshin este un asteroid din centura principală, descoperit pe 24 septembrie 1979, de Nikolai Cernîh.